# Merodon velox
Merodon velox är en tvåvingeart som beskrevs av Friedrich Hermann Loew 1869. Merodon velox ingår i släktet narcissblomflugor, och familjen blomflugor.
Artens utbredningsområde är Turkiet. Inga underarter finns listade i Catalogue of Life.